# هنرييت هيرز
هنرييت هيرز (بالألمانية: Henriette Julie Herz)‏ هي كاتِبة ومترجمة ألمانية، ولدت في 5 سبتمبر 1764 في برلين في ألمانيا، وتوفي بنفس المكان في 22 أكتوبر 1847.

## وصلات خارجية
- هنرييت هيرز على موقع الموسوعة البريطانية (الإنجليزية)